# Grifone d'oro
Il Grifone d'oro è un'onorificenza che il comune di Grosseto assegna a personalità che hanno contribuito in maniera significativa allo sviluppo della città e della Maremma.

## Storia
Il premio nacque nel 1958, quando Ferdinando Innocenti contribuì finanziariamente alla costruzione del nuovo ospedale Misericordia. Per ringraziare l'imprenditore toscano del sostanziale aiuto offerto alla città, si pensò d'istituire un riconoscimento civico in onore di quei cittadini che si sarebbero distinti nella valorizzazione di Grosseto e/o della Maremma.
La data per la consegna del premio fu fissata al 10 agosto, giorno in cui si festeggia il patrono della città, San Lorenzo. Il premio consiste in un attestato e una piastra d'oro su cui è rappresentato un grifone rampante, simbolo della città. L'immagine fu disegnata da Tolomeo Faccendi e il calco realizzato dalla scultrice Tilde Maria Valentini. Il primo premio fu consegnato per la prima volta a Ferdinando Innocenti nel 1958.

## Regolamento
Il premio può essere assegnato a persone, preferibilmente viventi, enti o associazioni originari della provincia di Grosseto.
L'art. 1 prevede che le candidature devono essere presentate entro il 31 maggio alla pro-loco. Una pre selezione delle candidature viene effettuata dal sindaco di Grosseto, il presidente dell'amministrazione provinciale, il presidente dell'azienda di promozione turistica (A.P.T.) e ciascun consigliere della pro-loco. Entro il 30 giugno il consiglio direttivo della pro-loco, il sindaco di Grosseto che presiederà la riunione, il presidente della provincia e il presidente dell'A.P.T. selezionano una terna di candidati. Il voto successivo, che avviene in modo segreto, è decisivo per la scelta del premiato, che deve raggiungere almeno di due terzi dei consensi (art. 4).
Si tratta di un premio annuale ma il consiglio può anche deliberare di non assegnare il premio qualora le candidature non rispondano ai criteri richiesti dal bando.

## Albo d'oro
- 1958 – Ferdinando Innocenti
- 1959 – Carlo Cassola
- 1960 – Corale "Giacomo Puccini"
- 1961 – Ildebrando Imberciadori
- 1962 – Piero Fanti
- 1963 – Organizzazione Reso
- 1965 – Monte dei Paschi di Siena
- 1966 – 4º Stormo
- 1967 – Tolomeo Faccendi
- 1968 – Eurovinil
- 1969 – Luciano Bianciardi
- 1971 – Renato Pollini
- 1972 – Società Maremmana per le Corse dei Cavalli
- 1974 – Ambrogio Fogar
- 1977 – Vico Consorti
- 1978 – Cooperativa Terrazzieri
- 1979 – Natale Lorenzini
- 1980 – Società storica Maremmana
- 1981 – Musica nel chiostro
- 1983 – Gruppa madrigalista di Magliano
- 1984 – Mario Luzi
- 1985 – Parco naturale della Maremma
- 1986 – Roberto Ferretti
- 1987 – Giuliana Ponticelli
- 1988 – Giuseppe Guerrini e Marcello Legaluppi
- 1989 – Aldo Mazzolai
- 1991 – Mario Umbero Dianzani
- 1992 – Geno Pampaloni
- 1993 – Alfio Cavoli
- 1994 – Centro Militare di Allevamento e Rifornimento Quadrupedi
- 1995 – Capitolo della Cattedrale di Grosseto
- 1996 – Tele Maremma
- 1997 – Alessandra Sensini
- 1998 – Antonio Nepi
- 1999 – Luna Rossa
- 2000 – Alfio Giomi
- 2001 – Famiglia Bianchi
- 2002 – Reggimento "Savoia Cavalleria" (3º)
- 2003 – Polo Universitario Grossetano
- 2004 – Bbc Grosseto
- 2005 – Festambiente
- 2006 – Unione Sportiva Grosseto 1912
- 2007 – Orchestra Sinfonica "Città di Grosseto"
- 2008 – Banca della Maremma Credito Cooperativo
- 2009 – Teletirreno
- 2010 – Giotto Minucci
- 2011 – Eraldo Camarri
- 2012 – Giovanni Lamioni
- 2014 – Ubaldo Corsini
- 2015 – Irio Tommasini
- 2016 – Nomadelfia
- 2017 – Caseificio Il Fiorino
- 2018 – Antonio Di Cristofano
- 2019 – Gianfranco Luzzetti
- 2020 – Roberto Ricci
- 2021 – Andrea Coratti
- 2022 – Ambra Sabatini
- 2023 – Elisabetta Geppetti
- 2024 – Enzo Capitani